# لوئیجی سارتور
لوئیجی سارتور (به ایتالیایی: Luigi Sartor) بازیکن فوتبال و اهل ایتالیا است که از سال ۱۹۹۷ میلادی عضو تیم ملی فوتبال ایتالیا بوده و در ۲ بازی ملی حضور داشته‌است. او در بازی‌های ملی‌اش گلی به ثمر نرساند.
لویجی سارتور آخرین بازی ملی خود را در سال ۲۰۰۲ میلادی انجام داد.